# Montiniaceae
Montiniaceae é uma família de plantas angiospérmicas (plantas com flor - divisão Magnoliophyta), pertencente à ordem Solanales.
O grupo compreende 5 espécies, classificadas em 3 géneros, de plantas oriundas de África e Madagascar.